# 유주현 (바둑 기사)
유주현(柳珠儇, 2001년 2월 24일 ~ )은 대한민국의 바둑 기사이다.

## 약력
서울 출신으로 한종진바둑도장에서 조한승과 김세동, 한웅규 사범의 바둑 지도를 받았다. 한국기원 연구생으로 2019년 12월 세계 여자아마추어 바둑선수권 한국대표 선발전에서 김은지를 꺾고 우승했다. 김은지, 박소율과 함께 2020년 제53회 여자입단대회를 통해 입단했다. 2020년 한국여자바둑리그 삼척 해상케이블카팀 소속이다. 2021년 2단으로 승단했다.